# Apotheek

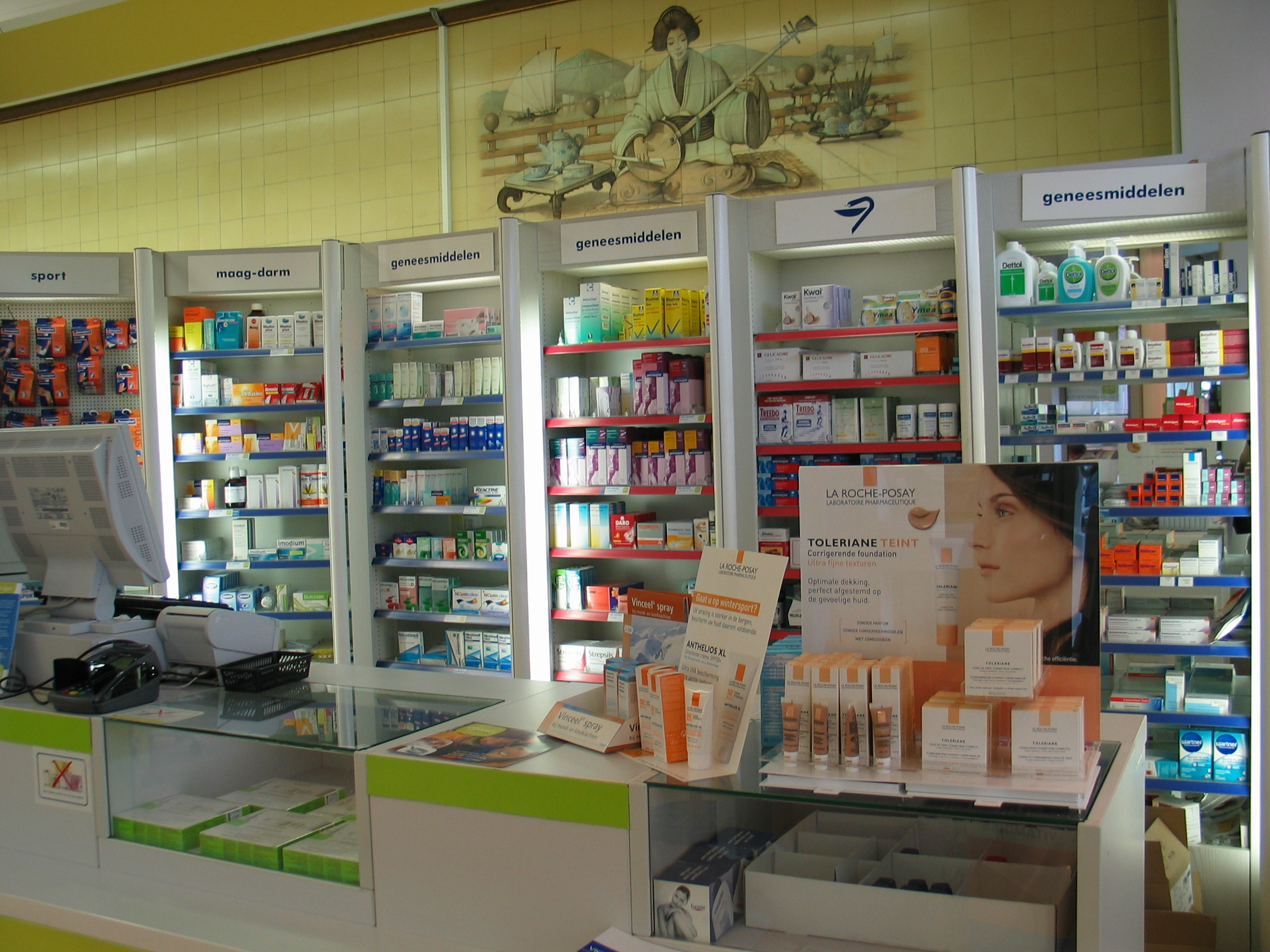
De balie van een apotheek

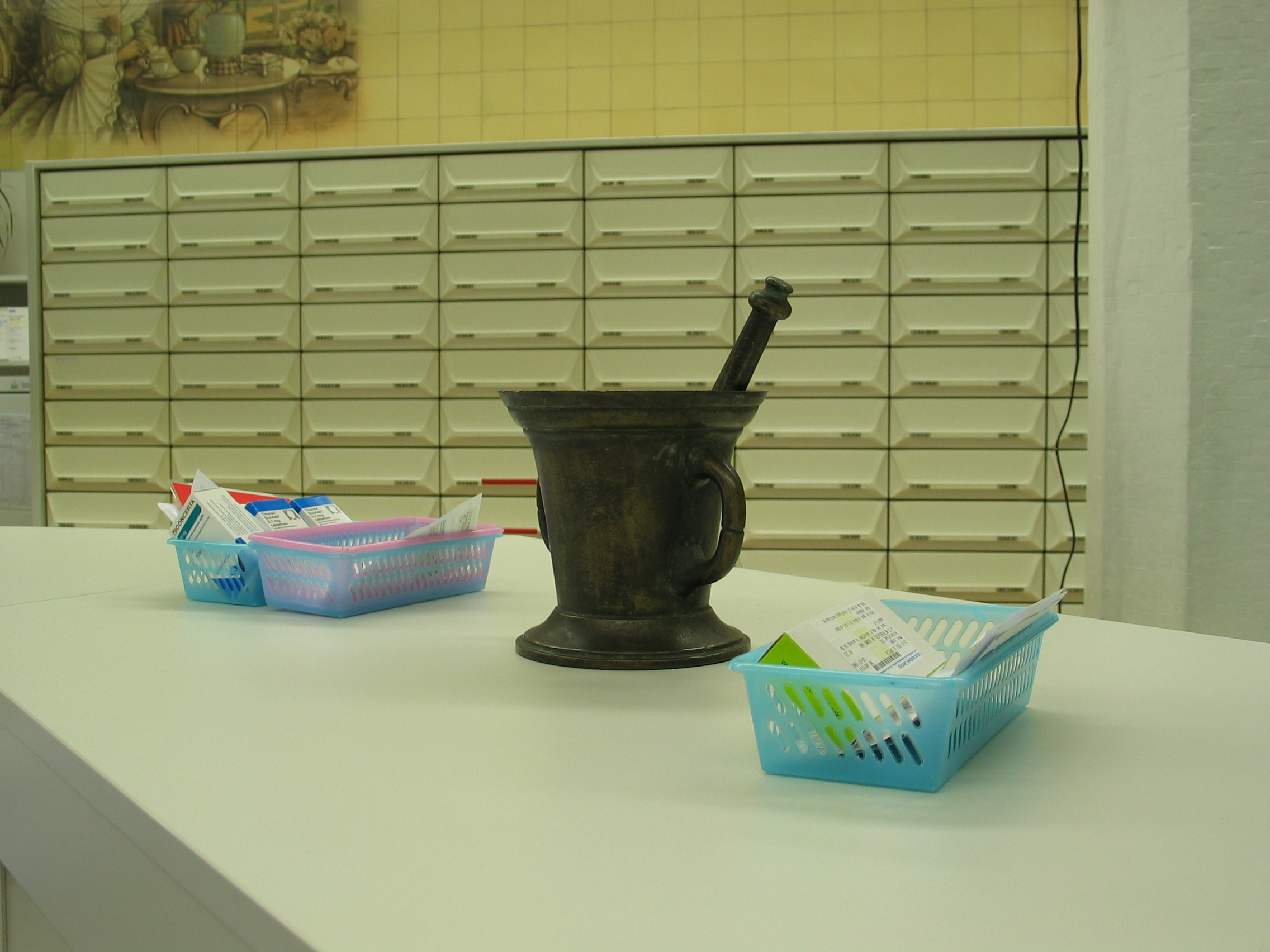
Vijzel met medicijnkast op de achtergrond

Apotheek, 1898 of eerder

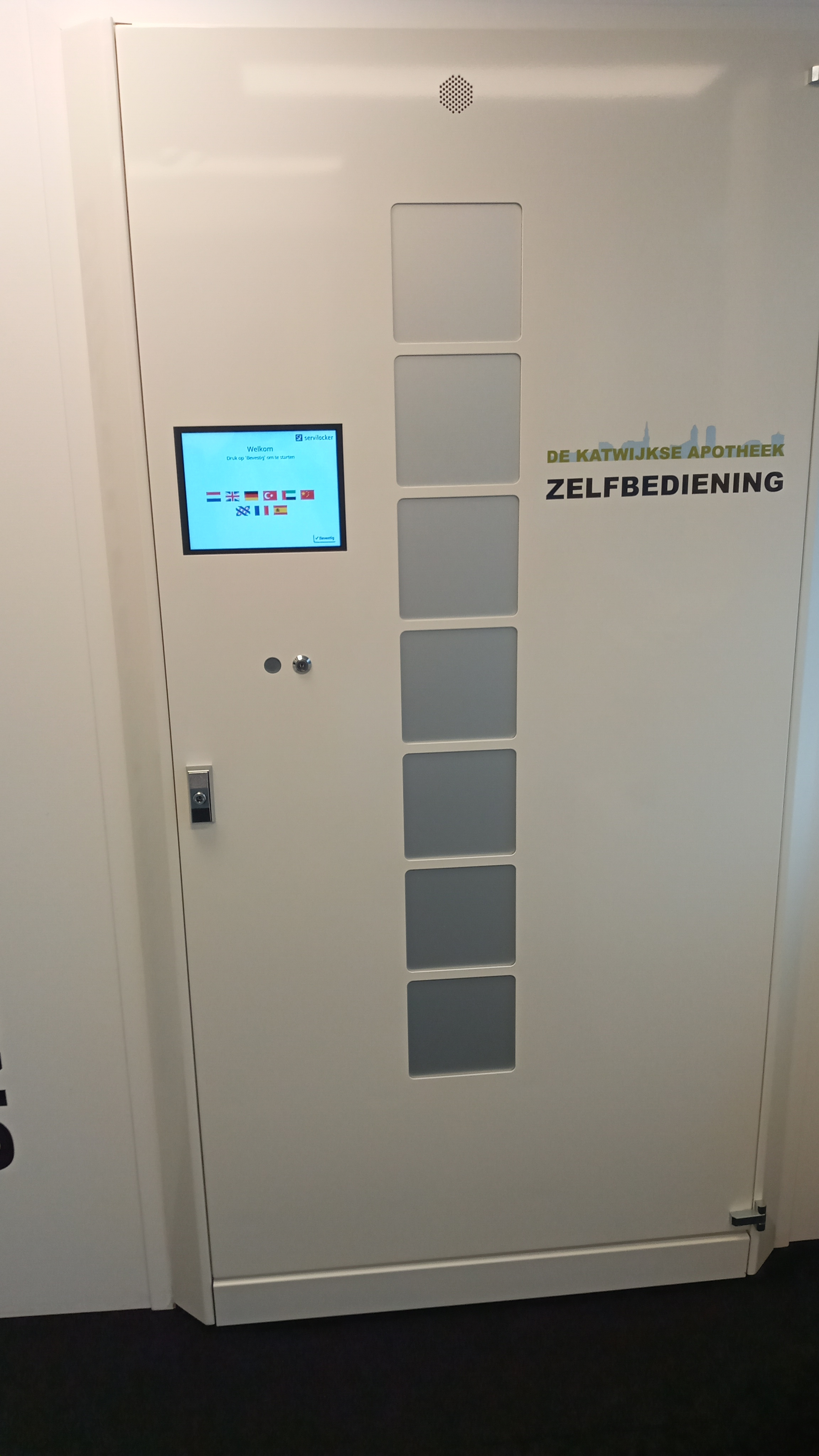
Zelfbedieningsautomaat (servi(ce) locker), waar men herhaalmedicatie tijdens en na openingstijden kan afhalen met een code die per mail of sms door de apotheek is verstrekt

Een apotheek is een plek waar men medicijnen verstrekt en soms ook vervaardigt. Het woord apotheek komt uit het Grieks (ἀποθήκη), en betekent 'bergplaats'. Het werd vroeger gebruikt voor de ruimte (apotheca) in een klooster waar de geneeskrachtige kruiden werden bewaard. Tot ca. 1960 was in Nederland een huisarts op het platteland vaak ook apotheekhouder. In een apotheek heeft de apotheker de eindverantwoordelijkheid. De patiënt wordt er meestal geholpen door een apothekersassistent.

## Algemeen
Een apotheek heeft tot taak medicijnen die door artsen worden voorgeschreven aan de patiënten te verstrekken en het recept te controleren op fouten. Ook patiëntenvoorlichting, begeleiding en educatie aan artsen en houden van spreekuren (medicatie-beoordelingsgesprekken) horen tot de uitbreidende taken van de apotheker. Ook wordt de medicatie van patiënten systematisch en structureel gecontroleerd met in acht neming van alle huisartsenstandaarden en landelijke richtlijnen. Afwijkingen worden dan besproken en een verbeterd advies wordt aan de huisarts gegeven. Ook medicijnen die zonder voorschrift te verkrijgen zijn, worden door de apotheek afgeleverd. Deze geneesmiddelen heten zelfzorggeneesmiddelen (ook wel: OTC-geneesmiddelen; Over The Counter). Omwille van de volksgezondheid mogen deze middelen slechts worden verstrekt door personeel dat hiervoor een opleiding heeft gevolgd. Een apotheker kent de toepassing, de wijze van gebruik van de middelen die hij of zij verstrekt en de mogelijke risico's van het gebruik van het middel in combinatie met andere middelen (die soms door andere artsen aan dezelfde patiënt zijn voorgeschreven), bekend als wisselwerking. Apothekers zijn ook kundig op het gebied van bijwerkingen en het gebruik tijdens zwangerschap of borstvoeding.
Meestal verkoopt men in een apotheek ook dermatologische cosmetica, homeopathische middelen, fytotherapeutica, medische hulpmiddelen voor thuiszorg et cetera.

## Soorten apotheken
Er bestaan verschillende soorten apotheken. Een onderscheid dat vaak gemaakt wordt betreft apotheken die medicatie en medische hulpmiddelen leveren aan patiënten in het ziekenhuis (intramurale zorg) en de apotheken die leveren aan patiënten buiten het ziekenhuis (extramurale zorg).

### Ziekenhuisapotheek
De ziekenhuisapotheek, ook wel 'Intramurale farmaceutische zorg' genoemd, zorgt voor bereiding en aflevering aan patiënten in een ziekenhuis. De geleverde artikelen kunnen verschillen van die in de extramurale zorg. In Nederland worden de kosten betaald uit het ziekenhuisbudget en is de ziekenhuisapotheker in dienst van het ziekenhuis. De ziekenhuisapotheker heeft naast een master farmacie en de basis-apothekersopleiding een 4-jarige specialisatie "ziekenhuisfarmacie" achter de rug. Ook in Vlaanderen is de houder van een ziekenhuisapotheek een werknemer van het ziekenhuis. Hij heeft na de gewone universitaire Master farmacie nog een bijkomend specialisatiejaar achter de rug.

### Apotheken

#### Nederland
In Nederland worden de volgende apotheekvormen onderscheiden:
- De openbare of officiene apotheek - de normale stads- of dorpsapotheek.
- De dienstapotheek - een openbare apotheek die tijdens de avond, nacht en in het weekend open is.
- De transmurale of poliklinische apotheek - een apotheek die bij een ziekenhuis hoort, maar de geneesmiddelen aan niet-gehospitaliseerde patiënten aflevert (meestal aan patiënten die in het ziekenhuis zijn geweest en worden ontslagen uit het ziekenhuis, of aan mensen die regelmatig in het ziekenhuis komen voor een behandeling, zoals dialysepatiënten).
- De internetapotheek - een apotheek waar gebruikers online medicatie kunnen bestellen. Dit kan een reguliere openbare apotheek zijn met een website met bestelmogelijkheid of een apotheek die alleen online opereert en geen reguliere apotheek vestiging heeft waar mensen medicatie kunnen afhalen. De apotheken waar men alleen via internet terechtkan, bieden meestal geen oplossing voor de levering van medicatie in spoedsituaties (bijvoorbeeld in de avond, nacht en in het weekend). Niet alle soorten medicatie mogen door een internetapotheek verkocht worden, bijvoorbeeld medicijnen die alleen met recept kunnen worden verkregen. Echter mogen de Nationale Apotheek en apotheek eFarma dit wel, mits er een recept bijgestuurd wordt. Zo mogen ook herhaalrecepten verstuurd worden op recept, hier maken veel ouderen gebruik van omdat zij dan niet meer naar de lokale apotheek hoeven. Ook wordt de pil regelmatig verstuurd via deze online apotheken.
- De grootbereider.

##### Beroepsorganisaties
De Koninklijke Nederlandse Maatschappij ter bevordering der Pharmacie (KNMP) is de beroeps- en brancheorganisatie van Nederlandse apothekers. De Nederlandse Vereniging van Ziekenhuisapothekers (NVZA) is de wetenschappelijke vereniging van de Nederlandse ziekenhuisapothekers; deze maakt onderdeel uit van de Federatie Medisch Specialisten (FMS).

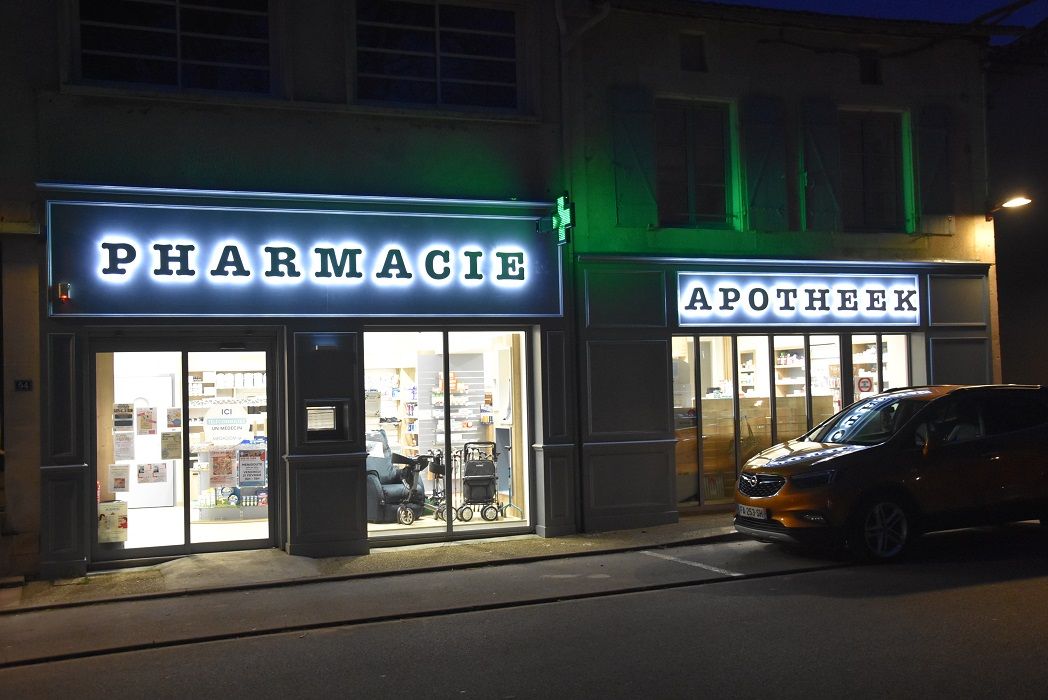
Apotheek met tweetalige bewegwijzering in Frankrijk

#### België
In België spreekt men over de officina, of erkende openbare apotheek. Het aantal officina's in België is beperkt door de vestigingswetgeving. De hoofdapotheker van zo'n officina heet een titularis of provisor. Soms is hij eigenaar van de apotheek, anders is hij werknemer van een grotere organisatie, zoals mutualiteit of keten. Apothekers die in dienst werken bij een titularis, heten adjunct-apotheker. Er kunnen ook apothekersassistenten werken in een officina. Die hebben geen diploma van apotheker en mogen ook niet alle taken uitvoeren die een apotheker wel mag. Alle taken die zij uitvoeren moeten onder toezicht van een gediplomeerde apotheker gebeuren. Er mogen maximaal drie assistenten aanwezig zijn per apotheker. Stagiairs werken ook onder toezicht van een apotheker en zijn nog in opleiding. Vanaf 1 januari 2011 is men ook verplicht een insigne te dragen met naam en een van de vier mogelijke statussen: apotheker-titularis, adjunct-apotheker, apotheker-stagiair, technisch-farmaceutisch assistent. Per regio spreken de officina's een beurtrol af om 's nachts en tijdens het weekend (dringende) geneesmiddelen af te leveren.
Buiten de officina is de verkoop van geneesmiddelen verboden. Hoogstens kunnen grootwarenhuizen wat "parafarmacie" aanbieden, zoals pleisters, huidzalfjes, ontsmettingsmiddel en dergelijke. In geen geval mag een geneesmiddel waarvoor het RIZIV een terugbetaling voorziet aan de patiënt, verkocht worden buiten een officina.

##### Beroepsorganisatie
De Algemene Pharmaceutische Bond is de beroepsvereniging van de Belgische apothekers.

#### Webapotheken
Voorschrijftvrije geneesmiddelen kunnen ook via een – al dan niet gespecialiseerde - webwinkel besteld worden. De drie meest online bestelde middelen waren in 2017 in België psychoactieve middelen, pijnstillers en ontstekingsremmers. 
Via internet worden echter ook - illegaal – voorschriftplichtige medicijnen aangeboden, waarbij het soms zelfs om vervalsingen kan gaan.

## Symbolen
De twee symbolen die het meest worden geassocieerd met een apotheek zijn de mortier en stamper en het ℞ (recept) karakter, dat meestal als "Rx" wordt geschreven in getypte tekst. Een typisch Nederlands symbool, dat steeds zeldzamer wordt en ook wordt gebruikt door drogisten in Nederland is de Gaper. Farmaceutische organisaties gebruiken vaak ook andere symbolen, zoals het groene Griekse kruis of de Schaal van Hygieia, in hun logo's. In andere landen worden ook andere symbolen gebruikt, zoals een rode gotische letter A in Duitsland en Oostenrijk.

Mortier en stamper
Recept symbool
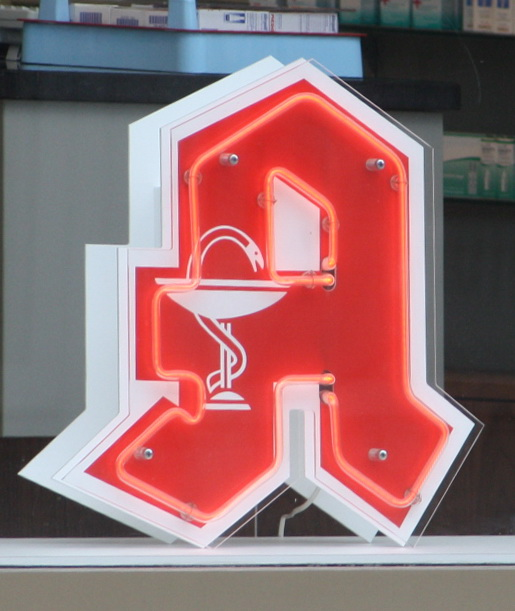
De rode gotische letter A in Duitsland
Het groene Griekse kruis, gebruikt in België, Argentinië, Frankrijk, Groot-Brittannië en andere landen
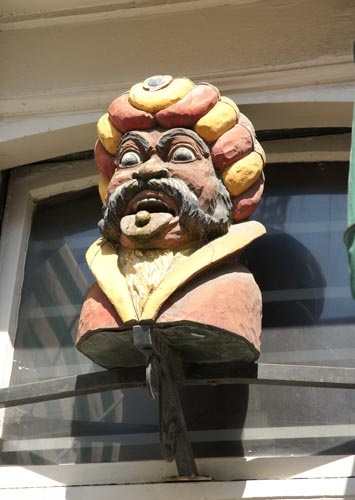
Gaper in Nijmegen